# Neopalpa neonata
Neopalpa neonata là một loài bướm đêm thuộc họ Gelechiidae. Loài này được tìm thấy ở Bắc Mỹ, nơi chúng được ghi nhận ở California và Northern Mexico.